# Instituto Estatal Electoral de Baja California
El Instituto Estatal Electoral de Baja California (IEEBC) es un organismo público, autónomo, local electoral, que organiza las elecciones en Baja California. Se encarga, entre otras cosas, de las elecciones para gobernador, presidentes municipales y diputados locales, que suelen ser elegidos cada seis años en el caso de gobernador, y cada tres años en el caso de diputados y presidentes municipales.
Con la excepción del proceso electoral 2018-2019 en el que los periodos que tendrán esos tres cargos, una vez realizada la elección, serán de dos años. Esto con el fin de empatar los tiempos con las elecciones federales en México.

## Antecedentes

### Instituto Estatal Electoral (1994-2008)
El 15 de diciembre de 1994 se publica el decreto del Congreso del Estado de Baja California que crea el Instituto Electoral como un organismo público autónomo, de carácter permanente, con personalidad jurídica y patrimonio propio señalado como el depositario de la autoridad electoral y responsable del ejercicio de la función de organizar las elecciones.
El desarrollo participativo de la entidad en 1997 en materia electoral en el Estado se contemplan dos reformas fundamentales; por un lado la figura del ciudadano voluntario para la integración de las Mesas Directivas de Casilla y por otro lado la plena autonomía e independencia en la selección del Consejo Estatal Electoral como máxima autoridad del Instituto, para que los mismos Consejeros Numerarios que lo integran, elijan al Presidente de entre ellos.

### Instituto Electoral y de Participación Ciudadana (2008-2014)
Fue publicado el cambio de nombre del Instituto Electoral Local el 14 de agosto de 2008 en el Periódico Oficial del Estado.
La organización de las elecciones estatales y municipales es una función pública que se realiza a través de un organismo público autónomo e independiente denominado Instituto Electoral, dotado de personalidad jurídica y patrimonio propio, a cuya integración concurren los ciudadanos y los partidos políticos, según lo disponga la Ley. En el ejercicio de esa función pública, serán principios rectores la certeza, legalidad, independencia, imparcialidad y objetividad.

### Instituto Estatal Electoral (2014-Actualidad)
A través del Decreto número 112 de la XXI Legislatura del Congreso del Estado, publicado en el Periódico Oficial del Estado en fecha 17 de octubre de 2014, se aprobaron reformas a diversos artículos de la Constitución Política del Estado, entre otros, el artículo 5, en el cual se estipuló que la organización de las elecciones estatales y municipales es una función pública que se realiza a través de un organismo público autónomo e independiente denominado Instituto Estatal Electoral, quien es autoridad en la materia con la intervención de la autoridad electoral nacional Instituto Nacional Electoral (INE).

## Partidos políticos acreditados
| Logo | Partido Político                            | Consejero representante           |
| ---- | ------------------------------------------- | --------------------------------- |
|      | Partido Acción Nacional                     | Juan Carlos Talamantes Valenzuela |
|      | Partido Revolucionario Institucional        | Joel Abraham Blas Ramos           |
|      | Partido de la Revolución Democrática        | Huicochea Ovelis Irving Emmanuel  |
|      | Partido del Trabajo                         | María Elena Camacho Soberanes     |
|      | Partido Verde                               | Cruz Ángel Montoya Martínez       |
|      | Movimiento Ciudadano                        | Salvador Miguel de Loera Guardado |
|      | Morena                                      | Juan Manuel Molina García         |
|      | Partido Encuentro Solidario Baja California | Alejandro Jaén Beltrán Gómez      |
|      | Fuerza x México Baja California             | Diego Alejandro Lara Arregui      |

## Ligas relacionadas
Página oficial del IEEBC
Canal de Youtube del IEEBC